# Charles Niel
Pour les articles homonymes, voir Niel.
Charles Niel, né le 29 juillet 1837 à Muret (Haute-Garonne) et mort le 9 septembre 1918 à Muret, est un homme politique français.

## Biographie
Joseph Louis Charles Niel est le fils de Gustave Niel, président de chambre à la cour d'appel de Toulouse, conseiller municipal de Toulouse et conseiller général de la Haute-Garonne, et de Louise de Saget. Il est le neveu du maréchal Adolphe Niel et le petit-fils de Charles Marie Philibert de Saget. Marié à Laurence de Pistoye, fille du juriste Alphonse-Charles de Pistoye, chef de division au ministère des Travaux publics, et de Louise Félicie Le Clercq de La Prairie, il est le père du poète Joseph Niel (1883-1954).
Après avoir suivi ses études de droit, il entre dans la magistrature. Substitut à Albi en 1861, il passe procureur à Saint-Girons en 1863 puis à Toulouse en 1865, avant d'être nommé substitut du procureur général près la cour d'appel de Toulouse en 1868. Il donne sa démission à la chute de l'Empire.
Maire de Muret et conseiller général de la Haute-Garonne (pour le canton de Muret), il est élu député de la Haute-Garonne en 1877, comme candidat officiel du gouvernement du Seize-Mai, siégeant au groupe de l'Appel au peuple. Invalidé, il est battu en 1878, mais son concurrent Paul de Rémusat ayant été élu sénateur en 1879, Charles Niel retrouve son siège. Battu en 1881, il retrouve son siège de 1885 à 1889.
Il est inhumé dans la chapelle Niel du cimetière de Muret.

## Sources
1. ↑  Cimetières de France et d'ailleurs

- « Charles Niel », dans Adolphe Robert et Gaston Cougny, Dictionnaire des parlementaires français, Edgar Bourloton, 1889-1891 [détail de l’édition]
- « Charles Niel », dans le Dictionnaire des parlementaires français (1889-1940), sous la direction de Jean Jolly, PUF, 1960 [détail de l’édition]